# Peter De Backer
Peter De Backer (2 januari 1967) is een Belgisch carambolebiljarter en golfbiljarter.

## Levensloop
Peter De Backer werd in praktisch alle spelsoorten Belgisch kampioen is geworden. Hij werd nationaal kampioen in het libre (2x), kader 71/2, bandstoten (4x), driebanden (2x) en golfbiljart (1993). Hij won tweemaal de Beker van België, in 1997 & 2013.
De Backer won het Europees kampioenschap kader 47/1 in 1991 en 1994, werd in 1995 tweede en in 2004 derde. Hij werd Europees kampioen kader 71/2 in 1993 en tweede op het wereldkampioenschap bandstoten in 1992. Op het wereldkampioenschap driebanden eindigde hij zowel in 2005 als in 2006 op de gedeelde derde plaats.
In 2008 legde hij een positieve dopingtest af. Naar eigen zeggen was de positieve plas te wijten aan een slaappil die hij op doktersadvies had genomen naar aanleiding van de dood van zijn boezemvriend (en tevens ereklasser driebanden) Joris De Bou.